# Jitka Antošová
Jitka Antošová (* 13. březen 1987 Děčín) je česká sportovkyně, mistryně Evropy, dvojnásobná juniorská mistryně světa a trojnásobná mistryně světa do 23 let na dvojskifu a vítězka Letní univerziády ve skifu (veslování).
Od svých 17 let se pravidelně účastní juniorských mistrovství ve veslování, její partnerkou ve dvojskifu byla Gabriela Vařeková. Prvního úspěchu se dočkala pod vedením trenéra Václava Pazderky na juniorském mistrovství světa 2004, kde získala zlatou medaili. Stejný kov si odnesla i o rok později a zlaté medaile sbírala i na mistrovstvích světa kategorie do 23 let (2006 a 2007). Zlatou medaili má i z evropského šampionátu v roce 2007.
Na Letních olympijských hrách 2012 skončila společně se sestrou na 7. místě. Od roku 2013 již vrcholově nevesluje.